# حثل شحمي خلقي متعمم
الحثل الشحمي الخلقي المتعمم (بالإنجليزية: Congenital generalized lipodystrophy) أو متلازمة بيراردينلي-سيب (بالإنجليزية: Berardinelli–Seip syndrome) مرض جلدي نادر سائد وراثيا، يتميز بنقص حاد في شحوم نسيج تحت الجلد. هنالك 250 إصابة بهذا المرض مسجلة في العالم، ومعدل الإصابة به هي حالة لكل 10 ملايين فرد.

## الأنواع
هنالك 4 أنواع مصنفة حسب نوع المورثة:
| OMIM   | النوع | موقع المورثة     |
| ------ | ----- | ---------------- |
| 608594 | CGL1  | AGPAT2 في 9q34.3 |
| 269700 | CGL2  | BSCL2 في 11q13   |
| 612526 | CGL3  | CAV1 في 7q31.1   |
| 613327 | CGL4  | PTRF في 17q21    |